# Oceana (wokalistka)
Oceana Mahlmann (ur. 23 stycznia 1982 w Wedlu) – niemiecka piosenkarka, wykonująca muzykę zaliczaną do soulu, z wpływem reggae, hip-hopu i funku.

## Życiorys
Jest córką niemieckiej projektantki ubrań i DJ-a pochodzącego z Martyniki. Dzieciństwo spędziła między Hamburgiem a Stanami Zjednoczonymi. Mając 16 lat, opuściła dom rodzinny.

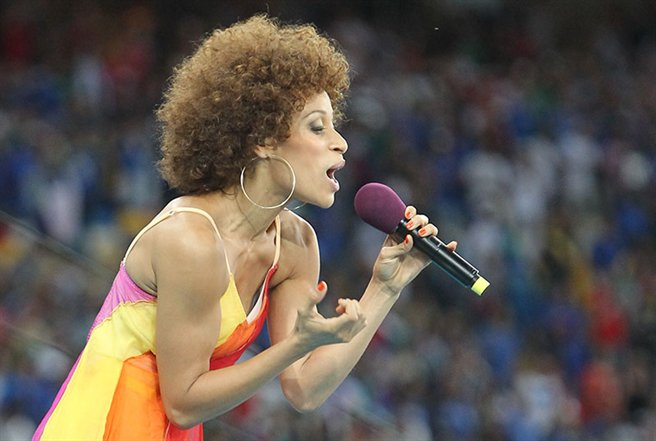
Oceana przed rozegraniem meczu Hiszpania–Włochy w finale Mistrzostw Europy w Piłce Nożnej (2012)

Pracowała jako choreografka, aktorka i prezenterka telewizyjna. Współpracowała z grupami muzycznymi Seeed i Boundzound. W 2008 rozpoczęła karierę solową i wystąpiła na targach muzycznych Popkomm. W 2009 wydała debiutancki album studyjny pt. Love Supply. Płytę promowała singlem „Cry Cry”, za który odebrała Słowika Publiczności na Sopot Festival 2009 i statuetkę Eska Music Award 2010 w kategorii „Hit roku – świat”. W 2010 uczestniczyła w 11. edycji programu rozrywkowego TVN Taniec z gwiazdami, jednak wycofała się z konkursu z powodu zaawansowanej ciąży. W sierpniu urodziła syna. W 2012 została wybrana przez UEFA na wykonawczynię oficjalnej piosenki Mistrzostw Europy w Piłce Nożnej 2012, odbywających się w Polsce i Ukrainie, którą został singiel „Endless Summer”. Utworem promowała drugi album studyjny pt. My House, który wydała 22 czerwca 2012. Również w 2012 występowała jako support Lionela Richiego podczas koncertów artysty. W 2014 brała udział w programie Unser Song für Dänemark, wyłaniającym reprezentanta Niemiec podczas 59. Konkursu Piosenki Eurowizji.

## Dyskografia
Albumy
| 2009                             | Love Supply - Data: 25 maja 2009 - Wydawca: Warner Music Group | 11 | 2 | 53 | –  | 58 | –  | - POL: złota płyta |
| 2012                             | My House - Data: 22 czerwca 2012 - Wydawca: Warner Music Group | 15 | – | –  | 89 | –  | 84 |                    |
| „ – ” pozycja nie była notowana. |                                                                |    |   |    |    |    |    |                    |

Single
| Rok                              | Tytuł                           | Listy przebojów | Listy przebojów | Listy przebojów | Listy przebojów | Listy przebojów | Listy przebojów | Listy przebojów | Listy przebojów | Listy przebojów | Listy przebojów |
| Rok                              | Tytuł                           | POL             | AUT             | BEL             | GRE             | GER             | HUN             | RUS             | SPI             | SWI             |                 |
| -------------------------------- | ------------------------------- | --------------- | --------------- | --------------- | --------------- | --------------- | --------------- | --------------- | --------------- | --------------- | --------------- |
| 1997                             | „Es hat mich erwischt”          | –               | –               | –               | –               | –               | –               | –               | –               | –               |                 |
| 2000                             | „48 Stunden”                    | –               | –               | –               | –               | –               | –               | –               | –               | –               |                 |
| 2009                             | „Cry Cry”                       | –               | 72              | 25              | 1               | 52              | 1               | 3               | 8               | 39              |                 |
| 2009                             | „Pussycat on a Leash”           | –               | –               | –               | –               | –               | 2               | –               | –               | –               |                 |
| 2010                             | „La La”                         | –               | –               | –               | –               | –               | –               | –               | –               | –               |                 |
| 2010                             | „Far Away” (feat. Leon Taylor)  | –               | –               | –               | –               | 57              | –               | –               | –               | –               |                 |
| 2011                             | „As Sweet As You”               | –               | –               | –               | –               | –               | –               | –               | –               | –               |                 |
| 2012                             | „Endless Summer”                | 1               | 25              | –               | –               | 5               | 5               | –               | –               | 9               |                 |
| 2012                             | „Put Your Gun Down”             | –               | –               | –               | –               | –               | –               | –               | –               | –               |                 |
| 2012                             | „Say Sorry”                     | –               | –               | –               | –               | 86              | –               | –               | –               | –               |                 |
| 2014                             | „Everybody”                     | –               | –               | –               | –               | –               | –               | –               | –               | –               |                 |
| 2014                             | „Unexpected”                    | –               | –               | –               | –               | –               | –               | –               | –               | –               |                 |
| 2014                             | „Why”                           | –               | –               | –               | –               | –               | –               | –               | –               | –               |                 |
| 2016                             | „Brace” (feat. Crazyhype)       | –               | –               | –               | –               | –               | –               | –               | –               | –               |                 |
| 2017                             | „Can’t Stop Thinking About You” | –               | –               | –               | –               | –               | –               | –               | –               | –               |                 |
| „ – ” pozycja nie była notowana. |                                 |                 |                 |                 |                 |                 |                 |                 |                 |                 |                 |

## Nagrody i wyróżnienia
| Rok  | Nagroda          | Kategoria                    | Uwagi   |
| ---- | ---------------- | ---------------------------- | ------- |
| 2009 | Sopot Festiwal   | Słowik publiczności          | Wygrana |
| 2010 | Eska Music Award | Hit roku – świat („Cry Cry”) | Wygrana |